# Jim Pons
Jim Pons (* 14. března 1943 Santa Monica, Kalifornie) je americký baskytarista a zpěvák. V šedesátých letech byl členem skupin The Mothers of Invention, The Leaves a The Turtles, kde nahradil Chipa Douglase.